# 프라이미벌
《프라이미벌》(Primeval)는 임파서블 픽처스가 기획, 제작하여 ITV에서 방영된 TV 드라마이다. 내용은 다섯명의 과학자들이 영국 전역에서 나타나는 시간의 이상현상을 조사하며, 시간의 이상현상을 통하여 현재로 들어오는 선사 시대와 미래의 생물을 막기 위해 활동하는 이야기를 담고 있다.
2007년 2월 10일 ITV를 통해 영국에서 처음 방영되었으며 이후 25%의 영국인들이 정규 방송 시간에 방송을 시청할 정도로 두 시즌 모두 호평을 받으며 ITV를 통해 방영하였다. ITV에서 시즌 4까지 방영되었고, 시즌 5가 Watch와 Watch+1에서 방영되었다. (시즌 4의 경우는 ITV HD 에서도 방영하였다.)
2012년에는 스핀오프 프라이미벌: 뉴 월드가 방영하였다.

## 등장인물

### 주요 인물
- Professor Nick Cutter (닉 커터 교수)(성우 - 홍시호) / 더글러스 헨셜 (시즌 1 ~ 시즌 3)
- Abby Maitland (애비 메이틀런드)(성우 - 조진숙) / 해나 스피어릿 (시즌 1 ~ 시즌 5)
- Stephen Hart (스티븐 하트)(성우 - 변영희) / 제임스 머리 (시즌 1 ~ 시즌 2)
- Connor Temple (코너 템플)(성우 - 유동균) / 앤드루 리 포츠 (시즌 1 ~ 시즌 5)
- Claudia Brown/Jennifer Lewis (클로디아 브라운/제니퍼 루이스)(성우 - 소연) / 루시 브라운 (시즌 1 ~ 시즌 4)
- Sir James Peregrine Lester (제임스 페러그린 레스터 경)(성우 - 김익태) / 벤 밀러 (시즌 1 ~ 시즌 5)
- Captain Becker (베커 대위)(성우 - 최정호) / 벤 맨스필드 (시즌 3 ~ 시즌 5)
- Sarah Page (세라 페이지)(성우 - 유남희) / 라일라 로아스 (시즌 3)
- Danny Quinn (대니 퀸)(성우 - 신성호) / 제이슨 플레밍 (시즌 3 ~ 시즌 4)
- Matt Anderson(맷 앤더슨) / 시어런 맥미너민 (시즌 4 ~ 시즌 5)
- Jess Parker (제스 파크) / 루스 키어니 (시즌 4 ~ 시즌 5)
- Philip Burton (필립 버턴) / 알렉산더 시디그 (시즌 4 ~ 시즌 5)

### 그 외 인물
- Helen Cutter (헬렌 커터)(성우 - 차명화) / 줄리엣 오브리
- Captain Tom Ryan (톰 라이언 대위)(성우 - 이광수) / 마크 웨이클링
- Oliver Leek (올리버 리크) / 칼 시어볼드(성우 - 유호한)
- Caroline Steel (캐럴라인 스틸) / 나오미 벤틀리(성우 - 오인실)
- Emily Merchant (에밀리 머천트) / 루스 브래들리
- April Leonard (에이프릴 레너드) / 재니스 번

## 에피소드
| 시즌 | 에피소드들 | 방영일          | 방영일          | 방영일           | 방영일               |
| 시즌 | 에피소드들 | 첫회 방영일     | 마지막회 방영일 | 국내 첫회 방영일 | 국내 마지막회 방영일 |
| ---- | ---------- | --------------- | --------------- | ---------------- | -------------------- |
| 1    | 6          | 2007년 2월 10일 | 2007년 3월 17일 | 2007년 4월 15일  | 2007년 4월 29일      |
| 2    | 7          | 2008년 1월 12일 | 2008년 2월 23일 | 2008년 11월 30일 | 2008년 12월 21일     |
| 3    | 10         | 2009년 3월 28일 | 2009년 6월 6일  | 2009년 10월 25일 | 2009년 12월 20일     |
| 4    | 7          | 2011년 1월 1일  | 2011년 2월 5일  | 미방영           | 미방영               |
| 5    | 6          | 2011년 5월 24일 | 2011년 6월 28일 | 미방영           | 미방영               |

괄호 안은 KBS 방영시 제목

### 시즌 1
- Episode 01 : "Episode 01" (자기장의 비밀)
- Episode 02 : "Episode 02" (암흑 속의 사투)
- Episode 03 : "Episode 03" (수수께끼의 실마리)
- Episode 04 : "Episode 04" (예기치 못한 희생)
- Episode 05 : "Episode 05" (창공의 무법자)
- Episode 06 : "Episode 06" (시작의 끝, 끝의 시작.)

### 시즌 2
- Episode 01 : "Episode 07" (음모의 그림자)
- Episode 02 : "Episode 08" (안개 속의 불청객)
- Episode 03 : "Episode 09" (블루 스카이의 검은 그림자)
- Episode 04 : "Episode 10" (공포의 운하)
- Episode 05 : "Episode 11" (실루리안 랩소디)
- Episode 06 : "Episode 12" (의혹의 소용돌이)
- Episode 07 : "Episode 13" (위기의 불시착)

### 시즌 3
- Episode 01 : "Episode 14" (태양의 감옥)
- Episode 02 : "Episode 15" (브루크 저택의 비밀)
- Episode 03 : "Episode 16" (돌아올 수 없는 길)
- Episode 04 : "Episode 17" (새로운 시작)
- Episode 05 : "Episode 18" (공포의 검은 가루)
- Episode 06 : "Episode 19" (이중함정)
- Episode 07 : "Episode 20" (중세에서 온 손님)
- Episode 08 : "Episode 21" (무모함과 희생 사이)
- Episode 09 : "Episode 22" (미스테리의 여인)
- Episode 10 : "Episode 23" (시간 속에서 길을 잃다.)

### 시즌 4
- Episode 01 : "Episode 24"
- Episode 02 : "Episode 25"
- Episode 03 : "Episode 26"
- Episode 04 : "Episode 27"
- Episode 05 : "Episode 28"
- Episode 06 : "Episode 29"
- Episode 07 : "Episode 30"

### 시즌 5
- Episode 01 : "Episode 31"
- Episode 02 : "Episode 32"
- Episode 03 : "Episode 33"
- Episode 04 : "Episode 34"
- Episode 05 : "Episode 35"
- Episode 06 : "Episode 36"

## 대한민국에서의 방영
대한민국에서는 시즌 1이 외화시리즈에서 "프라이미벌 - 원시의 습격"이라는 제목으로 2007년 4월 15일 일요일부터 KBS 2TV를 통해 더빙판으로 매주 일요일 11시 35분에 2편 연속으로 방송되었다. 시즌 2는 2008년 11월 30일부터 방송 시간을 오후 11시 25분으로 옮겨 방영하였다. 이후 시즌 3는 2009년 9월 27일부터 방송 시간을 일요일 오후 12시 35분으로 옮겨 방영하며 매주 2회씩 방영했다.

## 시청률
| 시리즈 | 시리즈 | 에피소드 번호 | 에피소드 번호 | 에피소드 번호 | 에피소드 번호 | 에피소드 번호 | 에피소드 번호 | 에피소드 번호 | 에피소드 번호 | 에피소드 번호 | 에피소드 번호 | 평균 |
| 시리즈 | 시리즈 | 1             | 2             | 3             | 4             | 5             | 6             | 7             | 8             | 9             | 10            | 평균 |
| ------ | ------ | ------------- | ------------- | ------------- | ------------- | ------------- | ------------- | ------------- | ------------- | ------------- | ------------- | ---- |
|        | 1      | 7.09          | 6.29          | 6.17          | 5.81          | 6.46          | 6.52          | –             | –             | –             | –             | 6.39 |
|        | 2      | 6.32          | 6.05          | 6.27          | 6.39          | 6.33          | 6.44          | 6.20          | –             | –             | –             | 6.29 |
|        | 3      | 5.89          | 4.94          | 3.28          | 4.97          | 5.20          | 5.27          | 5.34          | 5.13          | 4.97          | 4.95          | 4.99 |
|        | 4      | 4.45          | 3.29          | 4.17          | 4.15          | 4.21          | 3.83          | 4.09          | –             | –             | –             | 4.03 |
|        | 5      | 2.55          | 1.77          | 1.85          | 1.59          | 1.79          | 1.38          | –             | –             | –             | –             | 1.82 |

## 같이 보기
관련 프로그램
- 닥터 후
- 토치우드
- 스타게이트